# Expedition Österreich
Expedition Österreich ist eine vom österreichischen Fernsehsender ORF 1 produzierte Show, die im Sommer 2004 ausgestrahlt wurde. Moderiert wurde die montägliche Live-Sendung von Christian Clerici und Mirjam Weichselbraun.
Die täglich mehrfach ausgestrahlte Zusammenfassung blieb ohne Moderation und wurde durch Mario Poscharnig als Station Voice erklärt bzw. begleitet.

## Konzept
Elf Kandidaten hatten den Auftrag, an einer fiktiven geraden Linie quer durch Österreich zu marschieren. Es durfte zum Teil nicht mehr als 200 Meter von dieser Linie abgewichen werden; die von mehreren Kamerateams begleiteten Kandidaten kletterten über Berge und durchquerten Flüsse. Die Fernsehzuseher verfolgten die Route über das Internet mittels GPS-Koordinaten und kürten jede Woche einen Wochensieger. Das Finale fand am Millennium Tower in Wien statt. Es siegte der Kärntner Michael Weixelbraun, gefolgt vom Wiener Dominik Haider und Christian Teufel aus Niederösterreich.
Es gab auch zahlreiche Events zur Fernsehsendung in Orten, durch die die Kandidaten marschierten. Im Nachtprogramm von ORF 2 gab es werktags eine dazugehörige Call-In-Show. Mit bis zu 2.000 Besuchern waren diese Veranstaltungen ein großer Erfolg. Der erwartete Zusehererfolg der Sendung selbst blieb jedoch – nicht zuletzt wegen der äußerst zweifelhaften Art und Weise, wie die Kandidaten die Etappen zu bewältigen hatten (Hubschrauber flogen ihnen das Gepäck hinterher, ihre Rucksäcke waren zumeist leer, die Route, die angeblich innerhalb eines 200 Meter breiten Korridors verlaufen sollte, ließ letzteres aus geographischen Gründen teilweise nicht zu) – aus.
Expedition Österreich war das letzte Projekt des damaligen ORF-Programmentwicklers Tobias Krause, der 2005 verstarb.
Der russische Musik- und Jugendsender MUS-TW erwarb die Ausstrahlungsrechte für alle 78 Folgen der Expedition Österreich für das vierte Quartal 2005.
Da die Show durch die schlechten Quoten unter den Erwartungen blieb, stellte der ORF die Show komplett ein.

## Weblink
- Presseaussendung der OTS